# Niva
Niva (do 1949 Hartmanice) – gmina w Czechach, w powiecie Prościejów, w kraju ołomunieckim. Według danych z dnia 1 stycznia 2012 liczyła 322 mieszkańców.
Położona jest na wyżynie drahańskiej, na zachód od Prościejowa.

## Historia
Miejscowość powstała około 1260, gdy właścicielem okolicy był morawski szlachcic Crha z Ceblovic. Nazwę Hartmanice wieś otrzymała zapewne od jego syna, Hartmanovia z Holštejna. Być może inny z jego synów dostał z kolei sąsiednią wieś Otinoves, która dzieliła potem część swej historii z Hartmanicami. Pierwsza wzmianka pochodzi jednak dopiero z roku 1347, kiedy przeszła na własność Beneša z Kravař i Strážnicy, właściciela majątku plumlowskiego. Kolejna zmiana przynależności przyszła w 1592, kiedy to majątek plumlowski został zastawiony przez Pernštejnów, później sprzedany, Bernardowi Drnovskému z Drnovic po czym stała się częścią państwa rájeckégo. Mieszkańcy trudzili się głównie rolnictwem i krawiectwem, częściowo pracą w lesie. W 1725 na potoku Bílá voda powstał tartak, a od 1808 do 1842 funkcjonowała tu wytwórnia potażu.
Podczas drugiej wojny światowej, w 1942, miejscowa ludność czeska została siłowo wypędzona przez okupantów niemieckich. Do końca wojny Niemcy używali teren wsi jako poligon. Przykre doświadczenie wojenne przyczyniło się do rozpisania konkursu na nową nazwę wsi, która miała zastąpić poprzednią, pochodzenia niemieckiego. Wygrała nazwa Niva, polskie niwa.